# 趙幼悟
趙 幼悟（ちょう ようご）は、北宋の仁宗の八女。

## 経歴
美人張氏（前に修媛、後に貴妃・温成皇后となった）の三女として生まれた。荘順帝姫と荘定帝姫の同母妹である。
張氏が幼悟を妊娠中に、次姉の宝和公主（後の荘定帝姫）が死去し、自身も病となり、美人への降格を求めた。慶暦3年12月10日（1044年1月18日）、幼悟は生まれた。慶暦4年12月12日（1045年1月8日）に出家し、保慈崇祐大師の道号を贈られた。
慶暦5年4月5日（1045年4月30日）、鄧国公主に封ぜられた。同月23日（5月18日）に還俗し、斉国長公主に進んだが、2日後（5月20日）に死去し、韓国公主の位を追贈された。
嘉祐4年12月（西暦で1060年）に燕国公主の位を再追贈された。治平元年（1064年）6月、再従兄の英宗から秦国長公主の位を再追贈された。元符3年（1100年）3月、徽宗から唐国大長公主の位を再追贈された。政和4年（1114年）12月、荘慎大長帝姫の位を再追贈された。

## 伝記資料
- 『皇第八女保慈崇佑大師幼悟封鄧国公主仍旧師号制』
- 『鄧国公主進封斉国長公主制』
- 『皇第八女追封韓国公主石記文』
- 『宋会要輯稿』